# Upplands runinskrifter 912
Upplands runinskrifter 912 är en runsten vid Börje kyrka i Uppsala kommun. Stenen står på utsidan av kyrkogårdsmuren mittemot klockstapeln på andra sidan vägen, placerad i kyrkogårdsmuren.

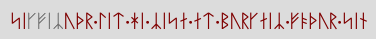
Runslingan på U 912.

## Inskriften
Runorna är grova och oregelbundna. Texten fick inte plats i runslingan och slutet av texten, ur sin, ristades därför in ovanför korset i mitten av runslingan.

### Inskriften i runor[3]
ᛋᛁ[ᚴᚠᛁᛦ]ᚢᚦᚱ᛫ᛚᛁᛏ᛫ᚼᛁ᛫ᛦᛁᛋᛅ᛫ᛅᛏ᛫ᛒᚢᚱᚴᛅᛁᛦ᛫ᚠᚭᚦᚢᚱ᛫ᛋᛁᚾ
Translitterering av runraden:
si[kfiʀ]uþr : lit : hi : ʀisa : at : burkaiʀ : foþur sin
Normalisering till runsvenska:
Sigfrøðr let her(?) ræisa at Borggæiʀ, faður sinn.
Översättning till nusvenska:
Sigfröd lät resa (sten) här (?) efter Borgger, sin fader.

## Historia
Inskriften på U 912 är osignerad, men runornas utseende, runslingan och att texten verkar vara ristad av en ovan ristare liknar inskrifterna på U 946 och U 951, varav den senare är signerad av Grim skald.
|  |  |  |